# Wilh. Werhahn KG
Die Wilh. Werhahn KG ist ein Mischkonzern mit Sitz in Neuss, der auf Wilhelm Werhahn zurückgeht.
Das Unternehmen befindet sich vollständig im Besitz von 420 Mitgliedern der Familie Werhahn. Ein Konsortialvertrag regelt, dass die Kommanditanteile nur innerhalb der Familie weitergegeben werden können. Ein freier Verkauf der Anteile ist nicht möglich. Die Anzahl der Kommanditisten steigt kontinuierlich an.
Seine Geschäftstätigkeit gliedert sich in die Bereiche Baustoffe (Basalt AG, Rathscheck Schiefer), Konsumgüter (Zwilling Küche, Zwilling Beauty Group) und Finanzdienstleistungen (Bank11, abcfinance).

## Geschichte
Entstanden ist die heutige Unternehmensgruppe um zahlreiche Öl- und Getreidemühlen sowie einen Land- und Holzhandel, die im 19. Jahrhundert durch Peter Wilhelm Werhahn und dann dessen Sohn Peter geführt wurden.
Nach dem Tod Peter Werhahns führte Wilhelm Werhahn das Familienunternehmen fort: Unter seiner Leitung steuerte das Familienunternehmen erfolgreich durch die Hyperinflation von 1923. Da die Familie Werhahn einen beträchtlichen Teil ihres Vermögens in ausgedehntem Immobilienbesitz in Neuss, Köln, Berlin und dem Ruhrgebiet unterhielt, verlor sie – anders als andere Familienunternehmen – auch während der Weltwirtschaftskrise nichts von ihrem Standing. Die Wicküler-Küpper Brauerei, damals noch in Wuppertal, wurde während Wilhelm Werhahns Zeit an der Spitze des Familienkonzerns erworben und unter der Leitung des Managers Henry Reichert innerhalb von zehn Jahren von einer nur mäßig florierenden Regionalbrauerei zu einer der erfolgreichsten Großbrauereien ausgebaut. Wicküler war auch an der Münchener Löwenbräu mit 25 % beteiligt. An der Berliner Schultheiss-Brauerei und der Dortmunder Union-Brauerei hielten die Werhahns eine so große Beteiligung, dass sie ein Aufsichtsratmandat erhielten. Brauereien benötigen Getreide, mit dem der Neusser Konzern traditionell ebenso handelt wie mit Holz, aus dem für Brauereien traditionell Fässer und Gaststättenmobiliar hergestellt wurden. Da Brauereien gleichzeitig gegenüber Gastwirten seit alters her eine den Banken nahezu gleichbedeutende Stellung einnehmen (sie lassen im Gegenzug Hypotheken auf Gastwirtschaften eintragen), indem sie nicht allein die Gastwirtschaften auf Kredit beliefern, sondern nicht selten dem Gastwirt das gesamte Mobiliar finanzieren und gegenüber dem Hauseigentümer als Mieter auftreten, geriet dieser nahezu krisensichere Sektor der Nahrungs- und Genussmittelindustrie in das Visier Wilhelm Werhahns. Auch die Gaststätten- und Hotelbetriebsgesellschaft mbH gehörte zu den Wicküler-Töchtern.
Ähnliche Interessen dürften die Werhahns auch mit der Grundstücksverwertung Meierei C. Bolle verbunden haben, die aus der traditionellen Berliner Großmolkerei Bolle hervorging und die spätere Berliner Lebensmittelsupermarktkette Bolle betrieb. Vor allem Wilhelm Werhahn trieb den Ausbau des Familienkonzerns im Einzelhandelsbereich im Ruhrgebiet voran, etwa mit der Übernahme der Supermarktkette Georg Schätzlein in 1929. 1935 erwarb Werhahn im Rahmen der Arisierungen die Feinkostkette Schade & Füllgrabe mit 100 Filialen im Rhein-Main-Gebiet, die als Geschäfte mit jüdischen Eigentümern zuvor wegen Boykott und Drangsalierung große Umsatzeinbußen zu verzeichnen hatten. Auch im Hamburger Raum betrieben die Werhahns Großraumläden. 1987 trennte man sich von der kompletten Lebensmittelsparte und verkaufte diese an die Co op AG. Ergänzt wurde das Einzelhandelsimperium durch die Ladenbaufirma Hansa-Kontor Außenhandel GmbH, die sich damals auch mit dem Import von Teppichen beschäftigte. Dieses Geschäftsfeld wurde zum 1. Januar 2008 an die schwedische ITAB-Gruppe verkauft. Auch an der Neusser Lagerhausgesellschaft und der Gesellschaft für Buchdruckerei AG in Neuss, der auch Anteile an der Rheinischen Post in Düsseldorf gehörten, war und ist die Neusser Unternehmerfamilie beteiligt.
Als während des Dritten Reiches ein Mitglied der Familie Werhahn „bei den Nazis mitmachte“, wurde er noch während der Diktatur von den übrigen ausbezahlt und war von da an aus dem Familienunternehmen ausgeschlossen. Als die Nazis 1939 den Finanzdezernenten der Provinz Hessen-Nassau, Franz-Josef Wuermeling, entließen, übernahmen die Werhahns ihn als Vorstandsmitglied der Linzer Basalt AG. Noch vor Kriegsende begann Wilhelm Werhahn, mit den amerikanischen Besatzern über den Wiederaufbau der Neusser IHK zu verhandeln.
Im Zuge der Arisierung erwarben Hermann und Wilhelm Werhahn im Januar 1936 von der jüdischen Familie Cohen die Rheinischen Mühlenwerke in Duisburg, an die heute nur noch die ehemalige Werhahnmühle erinnert, in der heute das Explorado Kindermuseum untergebracht ist. Die Werhahns ließen daraufhin 1938 für die Rheinischen Mühlenwerke Werhahn im Duisburger Hafen ein elfgeschossiges Silo errichten, das im Zweiten Weltkrieg stark beschädigt wurde. Die Mühlen-Aktivitäten (Georg Plange KG mit der Marke Diamantmehl in Neuss und die Pfälzischen Mühlenwerke in Mannheim mit der Marke Goldpuder gemeinsam mit den Unternehmen Diamant Österreich, Dresdener Mühle, Langhorst Wassermühle, die Braunschweiger Mühle Rüningen und der Kyllburger (Eifel) Nikolaus Zahnen & Sohn GmbH und Co.) wurden zwischenzeitlich an die Bindewald und Gutting Verwaltungs-GmbH, Alsleben, veräußert.
Das Neusser Familienunternehmen unterhielt bereits seit langem auch beträchtliche Interessen im Braunkohlebergbau und -handel, waren die Gruben doch jahrzehntelang einer der wichtigsten Verbraucher von Holz. Die Horremer Brikettfabrik wurde jahrelang als Betriebsabteilung der Wilh. Werhahn oHG geführt. Daneben waren die Werhahns noch an der GmbH Wachtberg I Braunkohlenwerke und der Clarenberg AG für Kohlen- und Tonindustrie in Frechen beteiligt und betrieben über die Berliner F. A. Meier & Co. sowie die Kölner Schunck & Dreschmann KG einen ausgedehnten Kohlenhandel. Wilhelm Werhahn stärkte die Stellung des Familienunternehmens auf dem Kohlensektor. Doch die ostdeutschen Zechen in Senftenberg, Tröbitz und Meurostollen wurden nach dem Zweiten Weltkrieg zugunsten eines Volkseigenen Betriebs enteignet. Durch ihr weitgestreutes Eigentum an 177 Mutungsfeldern im Rheinischen Braunkohlenrevier Anfang der 1960er Jahre verfügte Werhahn über den Schlüssel zum Erfolg der RWE-Tochter Rheinbraun. Folgerichtig saß Wilhelm Werhahn auch 1967 für die mit ca. 10 % größten privaten Anteilseigner beim Mutterkonzern RWE im Aufsichtsrat, den er über viele Jahre führte. 1956 verkaufte Werhahn die Gewerkschaft Elwerath an den Eschweiler Bergwerksverein. Er engagierte sich auch für die Elektrifizierung der Eisenbahn, was wohl dem Stromabsatz der RWE förderlich war. Die Verbundenheit der Werhahns mit dem RWE ist auch daran abzulesen, dass noch heute mit Michael Werhahn ein Mitglied der Familie im Aufsichtsrat ihre Interessen wahrt und Enkel Wilhelm Werhahn 1998 im Vorstand der Lausitzer Braunkohle AG und der Lahmeyer AG saß. Lange Zeit unterhielten die Neusser auch große Anteile an einem anderen wichtigen Kohlekunden: der Dortmunder Hoesch AG, der den Bergbau mit erheblichen Mengen von Stahlprodukten versorgte.
Ende der 1950er Jahre war Werhahn Präsident des Aufsichtsrats der Heinrich Bergbau-AG in Essen-Kupferdreh, die zu diesem Zeitpunkt über vier Zechen verfügte und an der die Familie Werhahn etwa 15 % des Aktienkapitals hielt. Alle übrigen Gesellschafter waren Kleinaktionäre. Die Heinrich Bergbau-AG verfügte über ein Gesellschaftskapital von 15 Mio. DM, von dem sie auf eindringliche Empfehlung Werhahns gegen den Widerstand von Mitaktionären 14 Mio. DM in die Modernisierung ihrer Schachtanlage „Alter Hellweg“ und den Bau einer neuen namens „Heide“ in Unna-Massen steckte. Da die Zechen seit der aufwendigen Modernisierung noch unrentabler als zuvor arbeiteten, wurde der vergebliche Versuch eines Verkaufs unternommen, bevor die beiden Schachtanlagen im Sommer 1961 endgültig stillgelegt wurden. Da die Heinrich Bergbau-AG daraufhin einen erheblichen Verlust einfuhr, verloren 2.000 der einstmals 6.000 beschäftigten Bergleute ihren Arbeitsplatz und der Kurs der Aktie fiel, woraufhin viele Kleinaktionäre ihre Aktien verkauften und Werhahn seinen Aufsichtsratsvorsitz zur Verfügung stellte. Allerdings erhöhte die Wilh. Werhahn oHG zusammen mit der Commerzbank nach und nach bei fallenden Kursen ihren Anteil bis 1967 auf über 50 % des Aktienkapitals. Da die Heinrich Bergbau-AG sich jedoch unter ihrem neuen Aufsichtsratsvorsitzenden, Wilhelm Werhahns Neffen Peter C. Werhahn, auf den Verkauf von Anthrazit-Hausbrandkohle und das Pressen von Steinkohlenbriketts konzentrierte, konnte sie ihre Krise bald überwinden und ihren Kurs bis 1967 trotz der einsetzenden Krise des Ruhrbergbaus verdreifachen. Aus der Heinrich Bergbau-AG wurde zwischenzeitlich die Heinrich Industrie- und Handels-AG, an der die Neusser Unternehmerfamilie mit mehr als 51 % beteiligt ist. Unter dem Geschäftsbereich Heinrich Industrie betreibt die Werhahn-Gruppe heute die Hersteller von Elektronikbauteilen und Sicherungen Wilhelm Pudenz GmbH in Dünsen, die Efen GmbH in Eltville am Rhein und Wickmann-Werke GmbH in Witten.
Profiteur der einsamen Entscheidung des Aufsichtsratsvorsitzenden bei der Heinrich Bergbau-AG war die Kölner Strabag Bau-AG, die die Schachtanlage „Heide“ errichtete und mit einigen Tochtergesellschaften einen Teil des dafür erforderlichen Materials lieferte. Die bergbautechnische Ausrüstung lieferten Unternehmen, die zur Grevenbroicher Maschinenfabrik Buckau R. Wolf AG gehörten. An beiden Konzernen war die Familie Werhahn lange Zeit maßgeblich beteiligt. 1974 verkaufte sie 75 % der Maschinenfabrik Buckau R. Wolf AG an die Krupp Industrietechnik Rheinhausen, der ein Jahr später die restliche Beteiligung folgte. Am Ende des ostdeutschen Baubooms – rechtzeitig vor der Krise in der Baubranche – trennten sich die Werhahn-Bank und die Schunck & Dreschmann GmbH & Co. KG 1998 auch von ihrer Beteiligung an der international tätigen Strabag AG. Die Strabag war bei ihren Straßenbau-, Flughafenbau- und Eisenbahnbauprojekten wichtiger Kunde einer anderen Werhahn-Gesellschaft, der Basalt-AG, die lange Zeit als Muttergesellschaft der Strabag und zwölf weiterer Gesellschaften fungierte und heute als Muttergesellschaft für große Teile der Asphaltmischwerke in Deutschland eine marktbeherrschende Stellung einnimmt. Dass die Partnerschaft zwischen Strabag und Werhahn auch heute noch funktioniert, wurde 2002 deutlich: Als die Tochter der insolventen Frankfurter Philipp Holzmann AG, die Neu-Isenburger Deutsche Asphalt GmbH zum Verkauf anstand, bemühten sich beide Unternehmen gemeinsam um deren Übernahme.
Das Handelsblatt beleuchtete einmal die Dividendenpolitik der von Werhahn kontrollierten Unternehmen folgendermaßen: „Die 8 % Dividenden (1963) bei Buckau bedeutet, dass die Gesellschaft nichts von ihren eigenen Erträgen an ihre Aktionäre auszahlte. Sie leitete damit nur ihre Beteiligungserträge weiter. Besonders extreme Thesaurierungspolitik betrieb die Strabag: Die ertragsabhängigen Steuern betrugen das Elffache des ausgewiesenen Gewinns! Und bei Wicküler erreichte dieser Posten das Vierfache... Demnach wird auch künftig das Rezept für den Anleger bleiben: An Gesellschaften, bei denen Werhahns Großaktionäre sind, sollte sich nur der beteiligen, der mit Vermögenszuwachs mehr als mit Dividenden rechnet.“ Zu den legendären Kennzeichen der Werhahn-Familie, insbesondere zu Wilhelm Werhahns persönlichen Charakterzügen gehörten die extreme Sparsamkeit, die dank der zahllos kursierenden Anekdoten auch als Geiz angesehen werden kann, und die extreme Verschwiegenheit. Obwohl Wilhelm Werhahn zeitlebens in einem Atemzug mit dem Bankier der Deutschen Bank Hermann Josef Abs und dem Privatbankier Friedrich Carl von Oppenheim genannt wurde, gaben die von Werhahn beherrschten Unternehmen bei seinem Ableben für die zahlreichen Traueranzeigen etwa das Fünfundachtzigfache dessen aus, das die ausgedehnte Familie dafür verausgabten.
Der traditionelle Holzhandel der Werhahns befindet sich inzwischen nicht mehr am Neusser Hafen, wo er jahrzehntelang den Abschluss eines wichtigen innerstädtischen Straßenausbaus verhinderte. Die Familie Werhahn hat die traditionelle Diskretion etwas gelüftet, da das Familienunternehmen inzwischen in eine Kommanditgesellschaft umgewandelt wurde und den üblichen Publizitätsregeln unterliegt. Die Familie gab sich einen modernen Gesellschaftsvertrag, der mit der Tradition aufräumte, dass jeder Familienstamm ein Mitglied in den Vorstand entsenden kann.
Mittlerweile hat sich Werhahn aus den meisten Beteiligungen im Kohlen- und Einzelhandel und der Braunkohle ebenso zurückgezogen, wie sie im Bankensektor und auch bei den Brauereien ein Desinvestment vorgenommen hat. Neu hinzugekommen sind im Wesentlichen der Solinger Schneidwarenhersteller Zwilling J. A. Henckels. Daneben betreibt der Familienkonzern mit der auf Schieferprodukte spezialisierten Rathscheck Schiefer und Dach-Systeme ZN neben der Basalt AG ein weiteres traditionsreiches Unternehmen im Baustoffbereich. Durch die Übernahme der Preusse Bauholding im August 2005, deren Hoch- und Tiefbaugeschäft der Strabag im März 2006 verkauft wurde, expandierte die Gruppe weiter im Bereich Asphaltmischwerke. Mit der Potsdamer Märkischen Bau Union (MBU) engagiert sie sich ebenfalls weiterhin auf dem Sektor schlüsselfertige Wohn- und Gewerbebauten und Bausanierung. 2014 verkaufte Werhahn sein Mühlengeschäft (Premium Mühlen Gruppe PMG) an Bindewald und Gutting.
Im Mittelpunkt des Familienvermögens stand und steht das Privatbankhaus Wilh. Werhahn in der Neusser Königsstraße, dessen Aktivitäten sich auf Familienmitglieder und -unternehmen konzentrieren und sich seit dem 1. Januar 2011 Bankhaus Werhahn GmbH (davor: Bankhaus Werhahn KG) nennt.
Als unabhängiges Kreditinstitut der Wilh. Werhahn KG ist die abcbank auf die Refinanzierung von Forderungen aus dem Leasing- und Factoringgeschäft der abcfinance spezialisiert. Im Jahr 2018 betrug die Bilanzsumme von abcfinance (inklusive abcbank und Dresdner Factoring AG) rund 3 Milliarden Euro. Daneben besitzt Werhahn mit der Bank11 für Privatkunden und Handel GmbH eine Teilzahlungsbank. Diese übernimmt die C&A Money Bank zum 1. September 2013. Diese Direktbank firmiert als Bank11direkt mit Sitz in Neuss.
Der Familienkonzern schrieb per Saldo seit dem Zweiten Weltkrieg keinen Verlust. Häufig wurde nur ein Drittel des Jahresüberschusses ausgeschüttet und die Thesaurierungspolitik Wilhelm Werhahns weitgehend fortgesetzt. Der Umsatz der Holding Wilh. Werhahn KG schrumpfte von 2,006 Mrd. Euro (2001) auf 1,645 Mrd. (2004) mit einem Auslandsanteil von 27 % und einer Eigenkapitalquote von 76 %. Sie kündigte eine Expansion nach Osteuropa und Asien an. 7.520 Menschen wurden 2003 in den etwa 130 Unternehmen des Mischkonzerns beschäftigt. Im Februar 2001 übernahm der nicht zur Familie gehörende Norbert Wiemers vom Darmstädter Plexiglashersteller Röhm als persönlich haftender Gesellschafter den Vorsitz im Familienunternehmen. Doch schon im November 2005 löste ihn ein Repräsentant der drei Werhahn-Stämme in fünfter Generation, Anton Werhahn, als Vorstandssprecher wieder ab. Anton Werhahn ist mit der Tochter des Gipsmilliardärs Nikolaus Knauf verheiratet. Der 1939 geborene Enkel Wilhelm Werhahn, der bis zum 31. Januar 2003 neben Michael Werhahn dem Vorstand der Holding angehörte, ist inzwischen vom Stellvertretenden Vorsitzenden der IHK Mittlerer Niederrhein zu deren Vorsitzenden aufgerückt.
Im Juni 2017 wurde Paolo Dell’Antonio, früherer Vorstandssprecher der Mast-Jägermeister SE, in den Vorstand der Wilh. Werhahn KG gewählt. Von Mai 2018 bis 2023 fungierte er als erster nicht aus der Eignerfamilie kommender Vorstandssprecher des Unternehmens. Anton Werhahn wechselte in den Verwaltungsrat und übernahm dessen Vorsitz.

## Konzernstruktur
Der Konzern ist heute in die drei strategischen Geschäftsfelder Baustoffe, Konsumgüter und Finanzdienstleistungen unterteilt.
Im Geschäftsbereich Baustoffe sind die Aktivitäten mit Natursteinen (Basalt AG), Schiefer (Rathscheck) und weitere Unternehmen wie mehrere Asphaltmischanlagen zusammengefasst. Konsumgüter beinhaltet im Wesentlichen die Marke Zwilling. Im Bereich Finanzdienstleistungen sind abcfinance, abcbank und Bank11 gebündelt.